# Albert Jutras
Pour les articles homonymes, voir Jutras.
Albert Jutras était un radiologiste québécois né le 2 octobre 1900 à Trois-Rivières et décédé le 16 février 1981. 
Notamment spécialisé en radiologie, il dirige le service de radiologie de l'Hôtel-Dieu de Montréal à partir de 1938 et y travaille jusqu'en 1969. De 1951 à 1965, il est titulaire d'une chaire de radiologie à l'Université de Montréal.
Sa pratique de la radiologie lui permet d'inventer le Logetron qui améliore la qualité des images en modifiant la densité du film et, avec son gendre Guy Duckett, le Téléroentgend-diagnostic qui permet le diagnostic radio par télécommande.

## Distinctions
- 1972 - Prix de l'œuvre scientifique (AMLFC)
- 1976 - Membre de l'Ordre du Canada